# Chiangiodendron mexicanum
Chiangiodendron es un género monotípico de plantas fanerógamas con una especie de arbusto perteneciente a la familia de las achariáceas. Su única especie: Chiangiodendron mexicanum es originaria de México donde se encuentra en el estado de Veracruz en la zona de Uxpanapa.

## Taxonomía
Chiangiodendron mexicanum fue descrita por  Thomas Leighton Wendt y publicado en Systematic Botany 13(3): 435–441, f. 1–3, 4A, 5. 1988.